# Sivergues
 Sivergues  es una población y comuna francesa, en la región de Provenza-Alpes-Costa Azul, departamento de Vaucluse, en el distrito de Apt y cantón de Bonnieux.

## Geografía
Sivergues se encuentra situado en el macizo del Luberon, a 590 m de altitud, atravesada por el río Ayguebrun. Linda con las comunas de Buoux al oeste, Saignon al norte, Auribeau al este y Cucuron y Vaugines al sur.  
El relieve puede dividirse en dos grandes zonas: 
- Al norte, la parte baja donde se encuentran barrancos y mesetas.
- Al sur, el relieve es montañoso alpino convergiendo en la línea de pico de la montaña de Luberon. La altitud más alta se sitúa en el extremo meridional de esta línea con 976 m. Presenta varios barrancos paralelos de orientación norte-sur.

## Demografía
| 136 | 135 | 125 | 109 | 86 | 109 | 106 | 96 | 104 | 107 | 108 | 100 | 103 | 101 | 81 | 77 | 67 | 57 | 47 | 50 | 42 | 39 | 44 | 35 | 40 | 16 | 37 | 33 | 38 | 41 | 39 | 30 | 46 |
| Para los censos de 1962 a 1999 la población legal corresponde a la población sin duplicidades (Fuente: INSEE [Consultar]) |     |     |     |    |     |     |    |     |     |     |     |     |     |    |    |    |    |    |    |    |    |    |    |    |    |    |    |    |    |    |    |    |